# Mackenziaena leachii
El batará pintado (en Argentina y Paraguay) (Mackenziaena leachii), también conocido como batará chiflador o batará silbón grande (en Argentina), es una especie de ave paseriforme, una de las dos pertenecientes al género Mackenziaena de la familia Thamnophilidae. Es nativo del centro este de América del Sur.

## Distribución y hábitat

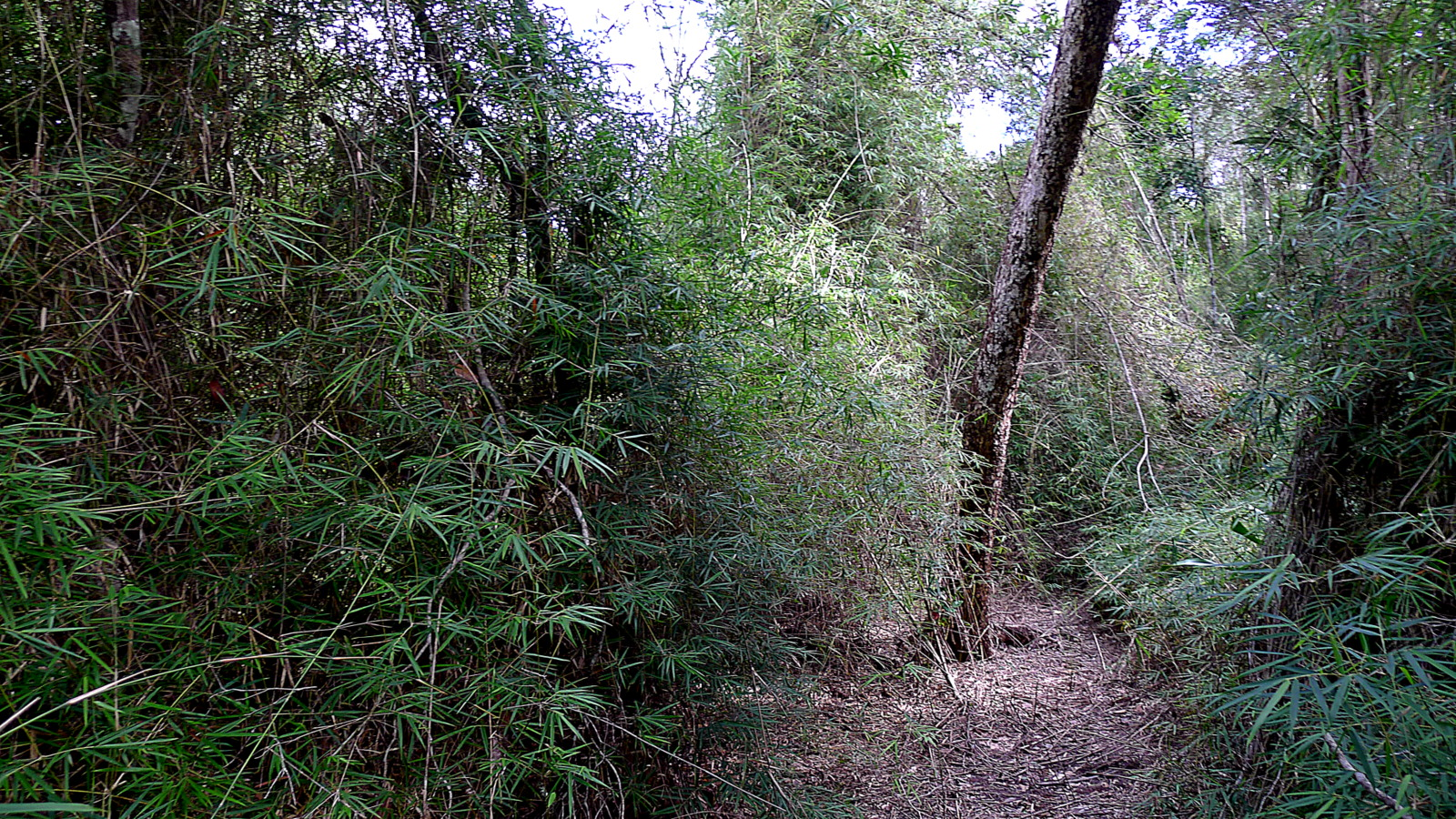
Bambuzales de Mata Atlántica, ejemplo de hábitat de la especie.

Se distribuye por el sureste de Brasil (desde el centro este de Minas Gerais, sur de Espírito Santo, por los estados de São Paulo, Río de Janeiro, Paraná, Santa Catarina, hasta el norte y centro de Río Grande do Sul), este de Paraguay (Caaguazú, Alto Paraná, Caazapá, Itapúa) y noreste de Argentina (Misiones y noreste de Corrientes).
Es poco común en el denso sotobosque de selvas húmedas de la Mata Atlántica y de las selvas paranaenses, hasta los 2100 m de altitud, hacia el norte habita más en montañas.

## Descripción
Mide 26,5 cm de longitud, y pesa entre 58 y 62 g. Es un hormiguero espectacular, con la cola muy larga y peculiar. El macho es negro, con abundantes pintas blancas en la cabeza, pescuezo, dorso y flancos. La hembra es de apariencia más canela y parda, pero no completamente, es negra con denso puntillado canela en la cabeza y pardo en el resto del cuerpo. El pico y las patas son negros y el iris es pardo.

## Comportamiento
La pareja se mueve furtivamente por la vegetación baja y densa, siendo difícil de ser vista, a pesar de su gran tamaño. A veces andan junto al batará copetón (Mackenziaena severa). Ocurre regularmente en bambuzales, pero no está tan relacionada con ellos como el batará copetón.

### Vocalización
Es mucho más oída que vista. El canto es una serie rápida de silbos finos y penetrantes, cuyo timbre va subiendo antes de caer en la parte final. El llamado es un áspero y nasal “skiii”.

## Sistemática

### Descripción original
La especie M. leachii fue descrita por primera vez por el naturalista británico George Such en 1825 bajo el nombre científico Thamnophilus leachii; localidad tipo «Río de Janeiro, Brasil».

### Taxonomía
El género está presumiblemente relacionado con Thamnophilus sobre la base de su morfología externa, especialmente el pico fuerte y enganchado, pero faltan las correspondientes pruebas moleculares que lo respalden. Puede no estar cercanamente aliada a Mackenziaena severa. Es monotípica.